# 內階四
大熊座h，又名BD+63 845，HD 81937、SAO 14908、HR 3757，是大熊座的一颗恒星，视星等为3.67，位于銀經150.64，銀緯41.74，其B1900.0坐标为赤經9h 23m 38.9s，赤緯+63° 41.74′ 57″。